# Chalatenango (miasto)
Chalatenango – miasto w północnym Salwadorze, położone na wysokości 400 m n.p.m. nad jednym z dopływów rzeki Lempa. Znajduje się w odległości 72 km na północ od stolicy kraju San Salvadoru. Ośrodek administracyjny departamentu Chalatenango.
Ludność (2007): 17,0 tys. (miasto), 29,3 tys. (gmina).